# Port lotniczy Guiglo
Port lotniczy Guiglo (IATA: GGO, ICAO: DIGL) – port lotniczy położony w Guiglo, w regionie Moyen-Cavally, w Wybrzeżu Kości Słoniowej. W mieście znajduje się port lotniczy Guiglo.